# Ben Lawson
Ben Lawson, född 6 februari 1980 i Brisbane, Queenland, är en australisk skådespelare.
Lawson har bland annat medverkat i TV-serierna Designated Survivor (2017–2018) och Vad som än händer (2021–2023). Han har även medverkat filmen The Waltons' Homecoming från 2021.

## Filmografi (i urval)
- 2017–2018: Designated Survivor
- 2018: Tretton skäl varför
- 2021: The Waltons' Homecoming
- 2021–2023: Vad som än händer
- 2025 – Anaconda